# Jan Tchorznicki
Jan Mniszek (Mniszech) Tchorznicki herbu Jelita (ur. 1777, zm. 26 lipca 1868 w Dąbrówce Polskiej) – właściciel ziemski.

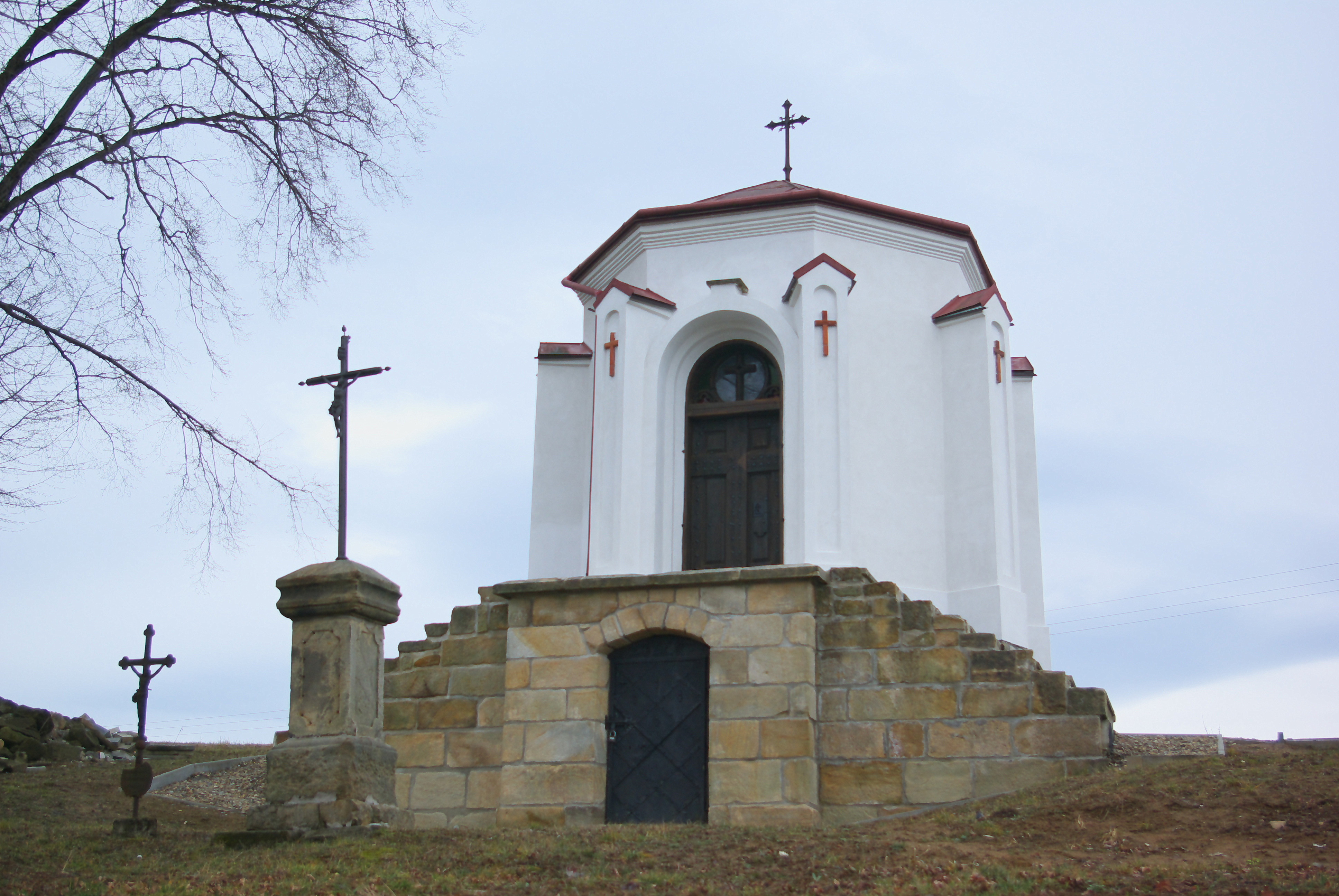
Rodzinna kaplica grobowa w Sanoku-Dąbrówce (2016)

## Życiorys
Urodził się w 1777. Był wnukiem Józefa (podczaszy bracławski, wojski mniejszy halicki) oraz synem Ignacego Tchorznickiego herbu Jelita (zm. 1845) i Katarzyny z domu Wolańskiej herbu Przyjaciel (zm. 1842).
Około 1824 poślubił Kornelę z domu Stankiewicz herbu Mogiła (zm. 1885 w wieku 85 lat), z którą przeżył 44 w małżeństwie. Mieli dzieci: Walentynę (zm. 1850, żona Władysława Urbańskiego), Józefę (ur. ok. 1832, zm. w 1907, żona Zygmunta Ścibor-Rylskiego, dziedziczka majątków), Piotra (ur. 1832, zm. 30 października 1868), Katarzynę Teofilę (1838-1842), Teofilę Adaminę (ur. 1840, zm. 23 marca 1899), Medarda Antoniego Ignacego (ur. 8 czerwca 1842, powstaniec styczniowy w stopniu wachmistrza, poległy 3 września 1863 w zwycięskiej bitwie pod Panasówką).
Do końca życia był właścicielem majątków Dąbrówka Polska, Dąbrówka Ruska, Sanoczek, Stróże Małe, Stróże Wielkie. Zamieszkiwał pod adresem Dąbrówka Polska 1. Podczas przejazdu Moskali w drodze na Węgry w 1849 w trakcie tamtejszego powstania najeźdźcy zażądali 100 korców owsa od miasta Sanoka, stawiając groźbę spalenia miasta. Wobec braku w mieście zarówno zboża, jak i pieniędzy, władze miasta odstąpiły Janowi Tchorznickiego teren podmiejskiego Wójtostwa w zamian za otrzymany od niego owies.
Zmarł 26 lipca 1868 w Dąbrówce Polskiej w wieku 91 lat. Został pochowany w rodzinnej kaplicy grobowej w Sanoku-Dąbrówce 28 lipca 1868.